# Die chaotische Armee
Die chaotische Armee (Originaltitel: Hababam Sınıfı Askerde; Alternativtitel: Die chaotische Klasse 2, Die chaotische Klasse in der Armee) ist eine türkische Filmkomödie aus dem Jahr 2005, der achte Film der Hababam Sınıfı-Reihe. In Deutschland kam der Film am 13. Januar 2005 in die Kinos. Alleine in der Türkei sahen 1,6 Mio. Besucher den Film, dessen 35 Kopien in Europa 400.000 Zuschauer sahen.

## Handlung
Die Schüler der „chaotischen Klasse“ sind bereits in einem Alter, in dem sie einen Universitätsabschluss erlangen könnten. Diese faulen Schüler haben aber seit Jahren das Abitur nie geschafft.
Eines Morgens wird „die chaotische Klasse“ von Militärpolizisten in ihrem Schlafsaal aus den Betten gerissen. Hals über Kopf werden sie in Lastwagen gesetzt. Die chaotische Klasse wird unter den verwunderten Blicken der anderen Schüler abtransportiert. Es beginnt eine harte Zeit: Abends früh zu Bett gehen, morgens früh aufstehen, dazu kommt noch die militärische Ausbildung. Das Rauchen ist nicht mehr erlaubt. All dieses muss die Klasse über sich ergehen lassen. Sie merken schnell, dass der Militärdienst nichts für „Die chaotische Klasse“ ist. Trotzdem erwartet die faulen Schüler in der Armee jede Menge Gelächter, Verwunderung und Überraschung. Am Ende kommt heraus, dass alles nur von Ercüment geträumt war.

## Kritik
„Antiquierte Mischung aus Militär- und Sexklamotte voller pubertärer Nichtigkeiten.“